# Carpentras
Carpentras (in italiano Carpentrasso, in occitano Carpentrà) è un comune francese di 30 335 abitanti situato nel dipartimento di Vaucluse nella regione Provenza-Alpi-Costa Azzurra, sede di sotto-prefettura.
Nel Medioevo fu la prima sede del papato avignonese, per scelta di Clemente V, che vi stabilì la Curia dal 1313 fino alla sua morte (1314). Subentrando alla città di Venasque, dal 1320 fu capitale del Contado Venassino, exclave pontificia in Provenza. Venne integrata nello Stato francese solo negli ultimi anni del XVIII secolo, a seguito del Trattato di Tolentino.
A Carpentras visse e studiò per alcuni anni Francesco Petrarca.

## Storia
Da Plinio (HN III, 36) apprendiamo che la popolazione che occupava la zona dove sorgeva il villaggio di Carpentorate Meminorum era composta dalla tribù dei Galli Memini; nel 45 a.C. Tiberio Claudio Nerone trasformò il centro indigeno in mercato – dal nome di Forum Neronis – e nel 27 a.C., probabilmente, divenne colonia di diritto latino.
Medioevo
Nel 1155 Raimondo V di Tolosa, marchese di Provenza, inviò il suo cancelliere Raous a Raimondo I, vescovo di Carpentrasso, per confermare i suoi privilegi nei confronti del mercato di Carpentrasso. Nel Medioevo tale mercato, già assai importante, si teneva tutti i venerdì nel cimitero di San Siffrein e comprendeva almeno 200 mercanti stranieri, oltre a quelli locali. All'inizio del papato avignonese il vescovo Bérenger Forneri volle vietare, peraltro senza successo, che il mercato si tenesse nel cimitero.
Papa Clemente V (Bertrand de Got, primo Papa "avignonese"), benché tutta la corte si trovasse ad Avignone, volle stabilirsi con la Curia a Carpentrasso nel 1313, onde sottrarsi all'autorità di Filippo il Bello. Quasi tre anni dopo, morto Clemente V nel 1314 e conclusosi il lungo Conclave di Lione, il suo successore, Giovanni XXII, nel 1316 preferì lasciare Carpentrasso per la città di Avignone, dove riportò la Curia e dove stabilì definitivamente la sede pontificia. Iniziò così il periodo del "papato avignonese".
Tuttavia Carpentrasso nel 1320 divenne capitale del Contado Venassino, togliendo questo titolo alla città di Venasque (da cui il nome Venassino), alla quale esso apparteneva sin dall'origine del Contado stesso. In questo modo Carpentrasso poté beneficiare della munificenza pontificia: governata dai suoi vescovi la città si ampliò e si circondò di mura, la cui esistenza è oggi testimoniata solo dalla Porta di Orange. Anche il ricco mercato ebbe nuovo impulso, s'ingrandì e cambiò sede, portandosi nel 1385 nella Piazza della Fusteria, attuale Piazza dei Penitenti neri.
Già nel 1276 Carpentrasso aveva accolto una colonia di ebrei, secondo le norme dell'epoca. Cacciati dalla Francia da Filippo il Bello, costoro si erano rifugiati nella terra dei Papi, dove godevano di maggiore sicurezza e di totale libertà di culto. Con Avignone, Cavaillon e L'Isle-sur-la-Sorgue, Carpentrasso ospitò questa importante comunità ebraica, sistemandola in un quartiere che divenne un ghetto solo alla fine del Cinquecento.
Periodo moderno
Dal 1790, nello spirito della rivoluzione, Avignone cacciò il vice-legato pontificio e chiese l'annessione alla Francia. Gli abitanti di Carpentrasso, per rivalsa, tentarono invece di creare un piccolo Stato indipendente che avrebbe realizzato da solo le riforme dettate dall'Assemblea Costituente della Francia, ma senza accettare l'annessione allo Stato francese. Nell'aprile dello stesso anno, privi del benestare del Papa, ma riconoscendo la sua autorità, essi si riunirono in assemblea e deliberarono la riforma dell'assetto governativo. Il Pontefice venne riconosciuto come sovrano costituzionale. Ma alcuni anni dopo, 1797, Carpentrasso e il Contado Venassino vennero inglobati nello Stato francese a seguito del Trattato di Tolentino stipulato da Napoleone Bonaparte e dalla Santa Sede al termine della Campagna d'Italia.
Periodo contemporaneo
Nel maggio del 1990 lo scandalo della profanazione del cimitero ebraico di Carpentrasso fece discutere molto la Francia. L'allora Presidente Mitterrand venne personalmente sul luogo e questi avvenimenti ebbero notevoli ripercussioni sociali e politiche nell'intera nazione.

## Monumenti e luoghi d'interesse
Tutto il territorio di Carpentras e del Contado Venassino è classificato come "Territorio d'arte e di storia".
- L'arco di Carpentras, del I secolo (classificato monumento storico (M.S.))
- La sinagoga di Carpentras, la più antica sinagoga francese (XIV secolo). Edificata nel 1367, fu ricostruita nel 1700. (Classificata M.S.)
- La torre del battifredo, edificata nel XV secolo con il suo apparato campanario in ferro battuto riccamente lavorato, e il suo orologio del 1500, indica il luogo dove fu edificato nel XII secolo il castello dei conti di Tolosa. (Classificata M.S.)
- L'antico vescovado (attualmente Palazzo di giustizia) del XVII secolo (M.S.)
- La Carità, con i suoi due piani di archi e di loggette all'italiana, ospizio, poi edificio scolastico, oggi Centro culturale.
- La porta d'Orange, testimonianza dell'architettura militare del XIV secolo, alta ventisette metri. (M.S.)
- La cattedrale di Saint-Siffrein, edificata nel 1400 in onore del Santo Patrono della città. Di stile gotico provenzale, contiene, oltre il celebre San Mors (che la tradizione vuole che fosse fatto con un chiodo della croce di Cristo), opere d'arte di alto valore. In particolare, fra le più antiche, delle vetrate gotiche (donate dal vescovo di Carpentras Michele Anglicus), nonché una pala d'altare del 1400 rappresentante L'Incoronazione della Vergine fra San Siffrein e San Michele. Per questo trittico, che ha eccezionalmente conservato il suo baldacchino, così come le vetrate che rappresentano Saint Siffrein affiancato da San Michele e Santa Caterina da Siena, è stata recentemente proposta l'attribuzione al grande pittore Enguerrand Quarton (Luc Ta-Van-Thinh 2002).
- La biblioteca Inguimbertina (Biblioteca municipale classificata, archivi e musei di Carpentras: Museo Comtadin-Duplessis e Museo Sobirats).
- L'hôtel-Dieu, con la sua antica farmacia. Questo maestoso edificio del XVIII secolo è stato edificato su richiesta di Monsignor Joseph-Dominique d'Inguimbert, che riposa nella cappella barocca. La farmacia (apotecario speziale) ha mantenuto le sue condizioni originarie.
- L'Hôtel d'Armand de Chateauvieux, oggi Museo Sobirats, dell'omonima famiglia originaria del Delfinato.
- La casa dove nacque François-Vincent Raspail.
- Il collegio dei gesuiti, costruito nel 1600, dove Jean-Henri Fabre insegnò dal 1842 al 1848. Rimase destinato alle attività didattiche sino al 1988.
- La cappella Notre-Dame-de-Santé (Nostra Signora della Salute), che assunse questo nome a seguito della peste del 1629. Fu dapprima un piccolo oratorio edificato verso il 1401 e dedicato alla "Vergine del ponte di Serres". Nel 1500 l'abate Méry ne fece una cappella, mentre la cappella attuale fu costruita nel 1700.
- Il convento dei domenicani (coro dell'antica chiesa), che accolse il vecchio teatro e la cui ristrutturazione è cominciata nel 2005 per sistemarvi l'Ufficio del Turismo, la "Maison de Pays" e il Centro d'Interpretazione di Architettura e del Patrimonio monumentale.
- L'acquedotto (classificato M.S.)
- La cappella del collegio del XVII secolo. Oggi è uno spazio espositivo. (Classificata M.S.)
- La campagna di Bacco (M.S.) a Serres-Carpentras.
- Il cimitero israelita (M.S.)
- Il castello del Martinet (M.S.)
- La cappella Saint-Martin-de-Serres, del XVI e XVII secolo (M.S.)
- La cappella dei penitenti neri, (M.S.)
- La cappella dei penitenti grigi, (M.S.)
- La facciata del palazzo Le petit Marseillais, Piazza Charles de Gaulle (M.S.)
- L'hôtel della sotto-prefettura, del 1700. (M.S.)

## Società

### Evoluzione demografica
Abitanti censiti

## Cultura

### Gastronomia
La specialità di Carpentras sono i berlingot /bɛʁlɛ̃ˈɡo/, caramelle di zucchero duro traslucido dal forte gusto di menta, conosciuti e consumati in tutta la Francia. La leggenda li vuole inventati all'inizio del Trecento (forse 1313) da un cuoco pasticcere di nome Silvestro, come omaggio a papa Clemente V (che aveva insediato la sede papale e tutta la Curia proprio nella cittadina di Carpentrasso). Essi rimasero nella tradizione casalinga locale sino al 1843 quando incominciò la loro produzione commerciale. Nel 1874 il berlingot vinse una medaglia all'Esposizione di Parigi.
Il loro nome ha due possibili etimologie: il termine provenzale berlingau, oppure una deformazione del nome di Clemente V: Bertrand de Got. Oggi i berlingot vengono prodotti e commercializzati, sotto marchio di fabbrica, da alcune ditte che giungono a una produzione di 70/80 tonnellate l'anno.

## Infrastrutture e trasporti
Carpentras è servita da una propria stazione ferroviaria, capolinea della ferrovia per Sorgues.

## Amministrazione

### Gemellaggi
- Vevey, dal 1985
- Seesen, dal 1993
- Camaiore, dal 2009
- Ponchatoula, dal 2010